# Christian von Wernich
Christian Federico von Wernich (Concordia, 27 maggio 1938) è un presbitero cattolico argentino.
Fu cappellano della Polizia della Provincia di Buenos Aires durante la dittatura del Processo di Riorganizzazione Nazionale.
Detenuto dal 2003 per la sua partecipazione ai crimini contro l'umanità nei centri clandestini di detenzione Puesto Vasco, Coti Martínez e Pozo de Quilmes, il 9 ottobre 2007 il tribunale di La Plata lo ha giudicato colpevole del sequestro di 42 persone (di cui 32 torturate e 7 uccise), lo ha condannato all'ergastolo e all'inibizione perpetua da qualsiasi carica pubblica.
Von Wernich ha sempre negato le accuse a sui carico e ha sempre sostenuto che sebbene sia vero che egli visitasse i centri di detenzione egli non vide mai che vi si commettessero violazioni dei diritti umani. Tuttavia, Von Wernich era menzionato da vari testimoni raccolti dal Nunca Más della Comisión Nacional sobre la Desaparición de Personas CONADEP, che lo incriminavano. Tra loro un componente della polizia racconta (Testimonianza di Julio Alberto Emmed, Legajo N° 683):

## Processo
Il 5 luglio 2007 iniziò il processo a carico di Von Wernich. Il Tribunal Oral Federal N° 1 di La Plata, che si occupava del giudizio, fu integrato dai dottori Carlos Rozanski, Norberto Lorenzo e Horacio Isaurralde. Lo stesso tribunale si occupava del processo dell'ex direttore di investigazione della Polizia Bonaerense Miguel Etchecolatz. Furono citati circa 120 testimoni por la fiscalía.
Von Wernich fu accusato di aver partecipato a sette omicidi e 41 casi di privazioni illegali di libertà e tortura fisica e psicologica. Le udienze avvennero nella città di La Plata (calle 8 e/ 50 e 51).
Come conseguenza delle dichiarazioni rilasciate durante la Sesta udienza il 23 luglio da Isidoro Graiver (fratello di David Graiver), detenuto nel centro clandestino di detenzione Puesto Vasco, che identificò Alberto Rodríguez Varela, ex ministro di Giustizia di Jorge Rafael Videla, come partecipe all'interrogatorio svolto da Ramón Camps, si iniziò un'indagine su di lui e gli altri civili che parteciparono alla repressione illegale e alle torture. Ciò aprì un nuovo campo nelle indagini che fino a quel momento erano incentrate sui membri delle forze armate.
Nelle sue dichiarazioni effettuate martedì 7 agosto dello stesso anno il testimone Rubén Schell identificò il sacerdote Christian von Wernich come l'ex cappellano della polizia di Buenos Aires che lo interrogò e torturò psicologicamente durante i 102 giorni che rimase sequestrato nel centro clandestino di detenzione della Brigada de Investigaciones de Quilmes, conosciuto come il "Pozo de Quilmes". Fu il primo testimone che indicò il sacerdote come responsabile diretto dei tormenti e delle privazioni illegittime della libertà.

### Parti nel processo
- Pubblici ministeri
  - Carlos Alberto Dulau Dumm
  - Marcelo Molina
  - Félix Crous
- Accusa
  - Asamblea Permanente por los Derechos Humanos La Plata – APDH La Plata
  - Central de Trabajadores Argentinos - CTA
  - Asociación de Ex detenidos Desaparecidos – AEDD
  - Asociación Anahí
  - Fundación Investigación y Defensa Legal Argentina - FIDELA
  - Liga Argentina por los Derechos del Hombre - LADH
  - Asociación de Trabajadores de la Universidad de La Plata - ATULP
  - Federación Universitaria de La Plata - FULP
  - Movimiento Ecuménico por los Derechos Humanos - MEDH
  - Comité de Acción Jurídica - CAJ
  - Secretaría de Derechos Humanos de la Nación
  - María Mercedes Molina Galarza
  - Juan Ramón Nazar
  - Luis Velasco Blake
  - Osvaldo Papaleo
  - Carlos Zaidman
  - Jorge Raul Manazi
  - Elena Taybo de Pettiná
  - Mery Luisa López de Sanglá
  - Héctor Marcos Timerman
  - Javier Gustavo Timerman
  - Inés María Moncalvillo
  - Camilo Moncalvillo
  - 27 querellantes no víctimas
- Difesa
  - Juan Martín Cerolini
  - Marcelo Peña